# Biserica de lemn din Pârvești

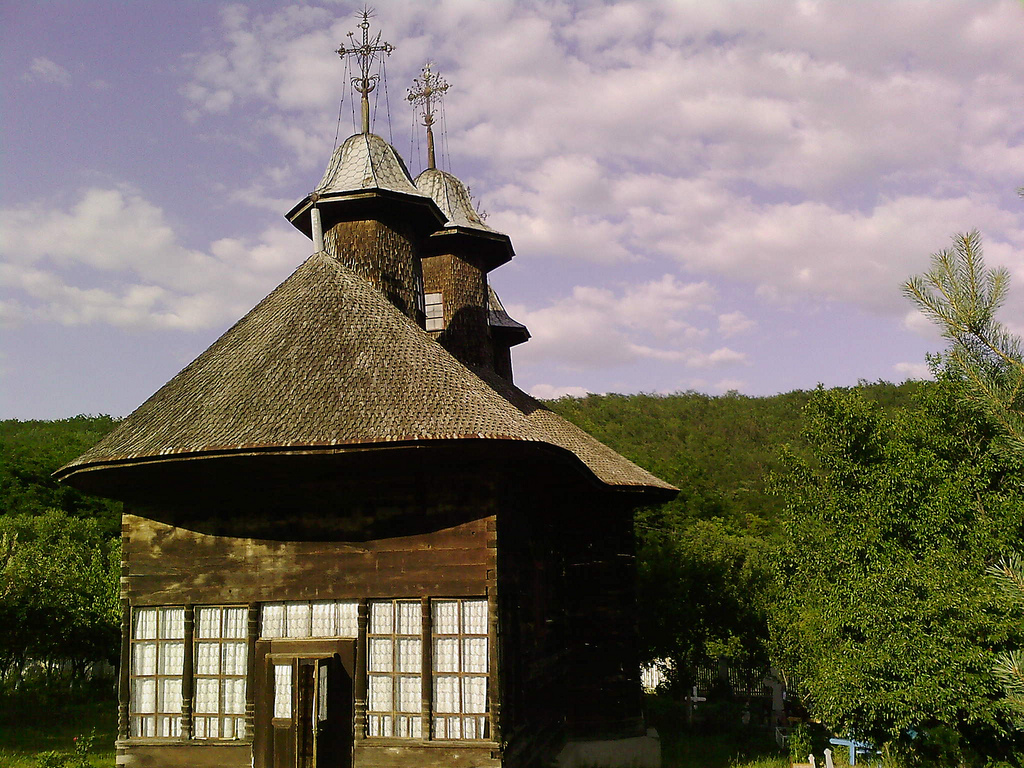
Biserica de lemn din Pârvești

Biserica de lemn Sf. Nicolae a fostului Schit Pârvești, azi Mănăstirea Pârvești este situată în satul Pârvești , comuna Costești , județul Vaslui. Biserica este monument istoric (cod LMI VS-II-m-A-06865.01).
De rit ortodox, fost ctitorită în anul 1666 de către vornicul de poartă Apostol Talpeș și postelnicii Ioan și Simion Popescu. Este unică prin sistemul de boltire (turle octogonale, semicalote pe nervuri la abside), tehnică de construcție, armonia volumelor și decorația fațadelor. A fost reclădită între anii 1816-1820, beneficiind de reparații și în anii 1886, 1935, 1974 (an în care a fost consolidată, iar soclul a fost făcut din ciment). Se impune prin sistemul unic de îmbinare a bârnelor (în cheutoare dreaptă), structură și decor. 
Turn clopotniță de lemn - singura clopotniță de acest gen în Eparhia Hușilor.

## Fotogalerie

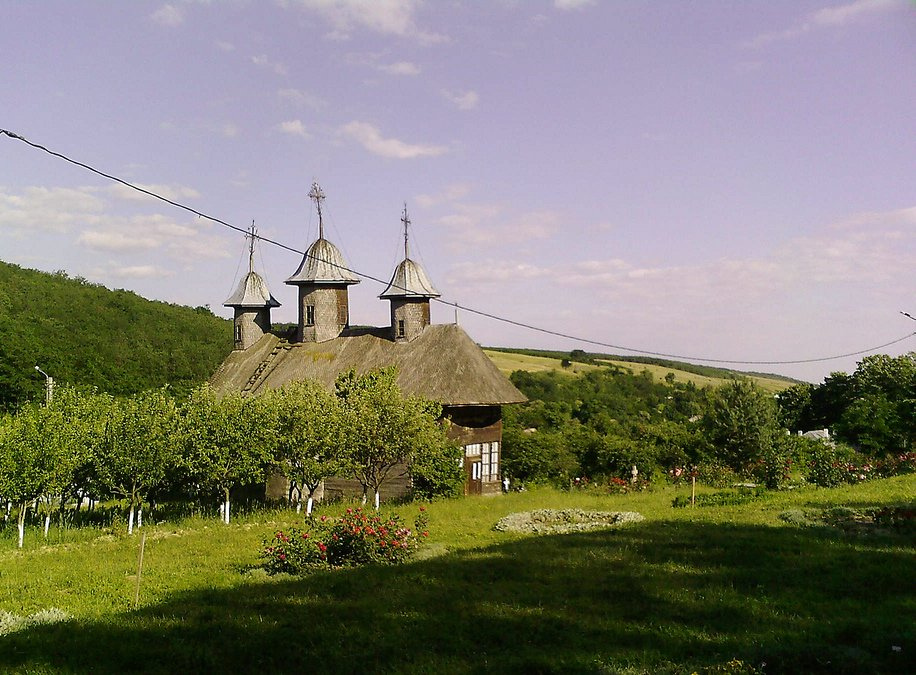
Biserica și împrejurimile
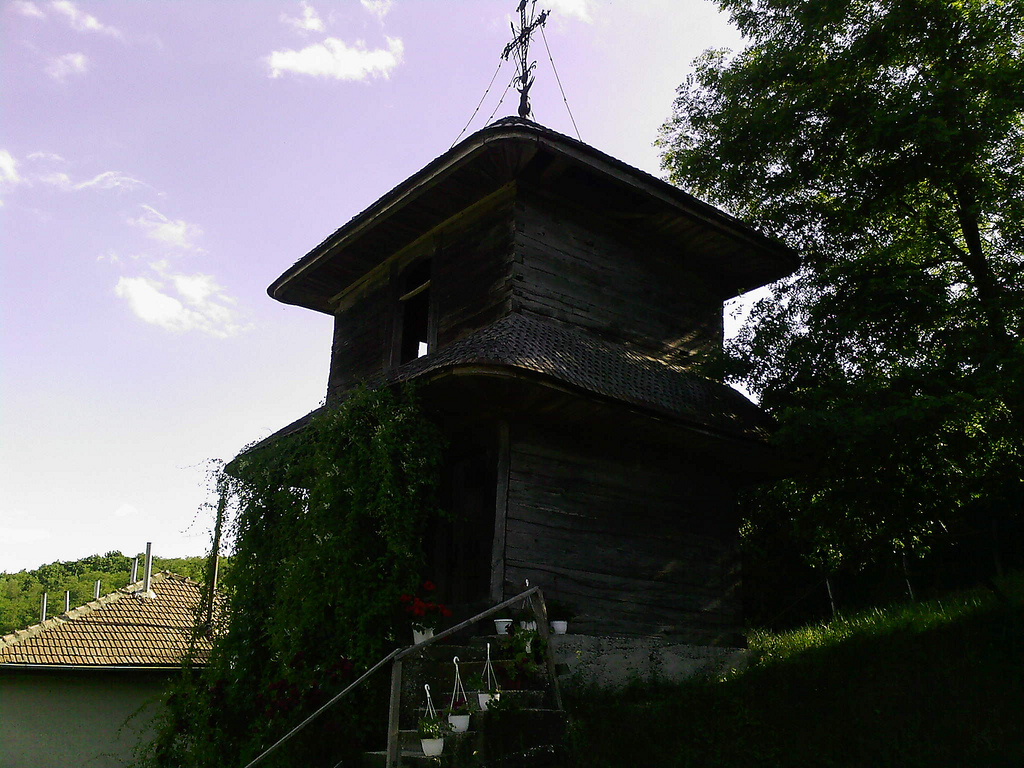
Clopotnița